# Tromsø
Tromsø je grad i središte istoimene općine i okruga Troms u Norveškoj. 

## Zemljopis
Grad se nalazi u sjevernoj Norveškoj u regiji Nord-Norge (Sjeverna Norveška) na istočnoj strani otoka Tromsøya preko 300 km unutar Arktičkog kruga. 

## Stanovništvo
Prema podacima o broju stanovnika iz 2010. godine u općini živi 67.305 stanovnika.

## Gradovi prijatelji
| Grad prijatelj | Godina | Država                 |
| -------------- | ------ | ---------------------- |
| Kemi           | 1940.  | Finska                 |
| Luleå          | 1950.  | Švedska                |
| Ringkøbing     | 1950.  | Danska                 |
| Grimsby        | 1961.  | Ujedinjeno Kraljevstvo |
| Pune           | 1966.  | Indija                 |
| Anchorage      | 1969.  | SAD                    |
| Zagreb         | 1971.  | Hrvatska               |
| Murmansk       | 1972.  | Rusija                 |
| Quetzaltenango | 1999.  | Gvatemala              |
| Gaza           | 2001.  | Palestina              |
| Nadym          | 2008   | Rusija                 |

## Vanjske poveznice
- Službene stranice općine

### Ostali projekti
|  | Zajednički poslužitelj ima još gradiva o temi Tromsø |